# Diplycosia sumatrensis
Diplycosia sumatrensis är en ljungväxtart som beskrevs av Elmer Drew Merrill. Diplycosia sumatrensis ingår i släktet Diplycosia och familjen ljungväxter. Inga underarter finns listade i Catalogue of Life.